# Corea del Sur en los Juegos Olímpicos de Londres 2012
Corea del Sur estuvo representada en los Juegos Olímpicos de Londres 2012 por un total de 250 deportistas, 135 hombres y 115 mujeres, que compitieron en 25 deportes.
El portador de la bandera en la ceremonia de apertura fue el jugador de balonmano Yun Gyeong-Sin.

## Medallistas
El equipo olímpico surcoreano obtuvo las siguientes medallas:
| Nombre                                               | Deporte            | Competición                  |
| ---------------------------------------------------- | ------------------ | ---------------------------- |
| Oro                                                  |                    |                              |
| Kim Ji-Yeon                                          | Esgrima            | Sable ind. F                 |
| Gu Bon-Gil Won Woo-Young Kim Jung-Hwan Oh Eun-Seok   | Esgrima            | Sable por eqs. M             |
| Yang Hak-Seon                                        | Gimnasia           | Salto de potro M             |
| Kim Hyeon-Wu                                         | Lucha grecorromana | 66 kg M                      |
| Hwang Kyung-Seon                                     | Taekwondo          | –67 kg F                     |
| Kim Jang-Mi                                          | Tiro               | Pistola 25 m F               |
| Jin Jong-Oh                                          | Tiro               | Pistola de aire 10 m M       |
| Jin Jong-Oh                                          | Tiro               | Pistola 50 m M               |
| Ki Bo-Bae                                            | Tiro con arco      | Individual F                 |
| Oh Jin-Hyek                                          | Tiro con arco      | Individual M                 |
| Lee Sung-Jin Ki Bo-Bae Choi Hyeon-Ju                 | Tiro con arco      | Equipo F                     |
| Kim Jae-Bum                                          | Judo               | –81 kg M                     |
| Song Dae-Nam                                         | Judo               | –90 kg M                     |
| Plata                                                |                    |                              |
| Han Soon-Chul                                        | Boxeo              | 60 kg M                      |
| Choi In-Jeong Shin A-Lam Jung Hyo-Jung Choi Eun-Sook | Esgrima            | Espada por eqs. F            |
| Kim Min-Jae                                          | Halterofilia       | 94 kg M                      |
| Park Tae-Hwan                                        | Natación           | 200 m libre M                |
| Park Tae-Hwan                                        | Natación           | 400 m libre M                |
| Lee Dae-Hoon                                         | Taekwondo          | –58 kg M                     |
| Joo Se-Hyuk Oh Sang-Eun Ryu Seung-Min                | Tenis de mesa      | Equipo M                     |
| Choi Young-Rae                                       | Tiro               | Pistola 50 m M               |
| Kim Jong-Hyun                                        | Tiro               | Rifle en 3 posiciones 50 m M |
| Bronce                                               |                    |                              |
| Jung Jae-Sung Lee Yong-Dae                           | Bádminton          | Dobles M                     |
| Choi Byung-Chul                                      | Esgrima            | Florete ind. M               |
| Jung Jin-Sun                                         | Esgrima            | Espada ind. M                |
| Nam Hyun-Hee Jung Gil-Ok Jeon Hee-Sook Oh Ha-Na      | Esgrima            | Florete por eqs. F           |
| Equipo                                               | Fútbol             | Torneo M                     |
| Jang Mi-Ran                                          | Halterofilia       | +75 kg F                     |
| Im Dong-Hyun Kim Bub-Min Oh Jin-Hyek                 | Tiro con arco      | Equipo M                     |
| Cho Jun-Ho                                           | Judo               | –66 kg M                     |